# Llanrhystud
Llanrhystud è un villaggio di circa 650 abitanti della costa centro-occidentale del Galles centro-occidentale, facente parte della contea di Ceredigion e situato lungo l'estuario sulla baia di Cardigan dei fiumi Carrog, Wyre e Wyre Fach.

## Etimologia
Il toponimo Llanrhystud significa letteralmente "chiesa di San Rhystud".

## Geografia fisica

### Collocazione
Llanrhystud si trova a circa metà strada tra Aberystwyth ed Aberaeron (rispettivamente a sud della prima e a nord/nord-est della seconda),  a pochi chilometri a nord/nord-est di Llanon.

## Società

### Evoluzione demografica
Al censimento del 2011, Llanrhystud contava una popolazione pari a 646 abitanti.

## Edifici d'interesse
Tra gli edifici d'interesse di Llanrhystud, figura la chiesa di San Rhystud, risalente al 1852.